# Heteromysis odontops
Heteromysis odontops is een aasgarnalensoort uit de familie van de Mysidae. De wetenschappelijke naam van de soort is voor het eerst geldig gepubliceerd in 1898 door Walker.